# Megaceros gracilis
Megaceros gracilis là một loài rêu trong họ Dendrocerotaceae. Loài này được Reichardt Stephani mô tả khoa học đầu tiên năm 1916.